# Ellen Barkin
Ellen Rona Barkin (Bronx, New York, 1954. április 16. –) Emmy- és Tony-díjas amerikai színésznő.

## Fiatalkora és tanulmányai
Bronxban, New Yorkban született, apja vegyipari ügynök, anyja pedig kórházi adminisztrátor, aki a Jamaica Kórházban dolgozott. Édesapja zsidó származású családból eredt, felmenőik Szibéria, Fehéroroszország és Lengyelország vidékéről jöttek Amerikába. Középiskolai tanulmányait a Manhattan's High School of Performing Artsban végezte. Ezután a Hunter College-ba járt történelem és a dráma szakra. Egy ideig ókori történelmet akart tanítani, de végül a New York-i Actor's Studióban kezdte meg színészi tanulmányait.
Egy testvére van, George, aki korábban a Nation Lampoon és a High Times főszerkesztője volt.

## Pályafutása
Első jelentősebb szerepét a Barry Levinson rendezte Az étkezde című filmben kapta, ez az alakítása kedvező kritikát kapott. A következő filmje az 1983-as Az Úr kegyelméből volt, amelyre Bruce Beresford választotta ki tapasztalatlansága ellenére. Később több sikeres filmben, főként thrillerekben tűnt fel (Könnyed élet vagy A nagy móka Dennis Quaiddel (1987) és A szerelem tengere Al Pacinóval (1989)). 1991-ben eljátszotta a Farkangyal főszerepét, amely alakításáért Golden Globe-díj-ra jelölték a legjobb színésznő - zenés film és vígjáték kategóriában.
2005-ben létrehozott egy filmgyártó céget bátyjával, George-dzsal és volt férjével, a milliárdos befektető Ronald Perelmannel.

## Magánélete
Első férjétől, Gabriel Byrne-tól két gyermeke született: Jack Daniel (1989) és Romy Marion (1992). 1993-ban különváltak, majd 1999-ben váltak el hivatalosan.
Második férje Ronald O. Perelman volt, akivel hat évig tartott a házasság.

## Filmjei
| Év   | Cím                                      | Eredeti cím                                               | Szerep               |
| ---- | ---------------------------------------- | --------------------------------------------------------- | -------------------- |
| 2014 | A cipőbűvölő                             | The Cobbler                                               | Elaine Greenawalt    |
| 2007 | Ocean’s Thirteen – A játszma folytatódik | Ocean's Thirteen                                          | Abigail Sponder      |
| 2005 | Házasság a négyzeten                     | Trust the Man                                             | Norah                |
| 2004 | Palindromák                              | Palindromes                                               | Joyce Victor         |
| 2004 | Utál a csaj                              | She Hate Me                                               | Margo Chadwick       |
| 2001 | A csábítás elmélete                      | Someone Like You                                          | Diane Roberts        |
| 2000 | Bűn és Bűnhődés Amerikában               | Crime and Punishment in Suburbia                          | Maggie Skolnick      |
| 2000 | Van kegyelem?                            | Mercy                                                     | Catherine Palmer     |
| 1999 | Álarcos komédia                          | The White River Kid                                       |                      |
| 1999 | Szépségtépő verseny                      | Drop Dead Gorgeous                                        | Annette Atkins       |
| 1998 | Félelem és reszketés Las Vegasban        | Fear and Loathing in Las Vegas                            | Pincérnő             |
| 1997 |                                          | Before Women Had Wings                                    | Gloria Marie Jackson |
| 1996 | A rajongó                                | The Fan                                                   | Jewel Stern          |
| 1996 | Fegyvermánia                             | Mad Dog Time                                              | Rita Everly          |
| 1995 | Rossz társaság                           | Bad Company                                               | Margaret Wells       |
| 1995 | Vad Bill                                 | Wild Bill                                                 | Calamity Jane        |
| 1993 | Ez a fiúk sorsa                          | This Boy's Life                                           | Caroline Wolff       |
| 1992 | Lovaskaland a vadnyugaton Irány a nyugat | Into the West                                             | Kathleen             |
| 1992 | Mac                                      | Mac                                                       | Oona Goldfarb        |
| 1992 | Zűrös manus                              | Man Trouble                                               | Joan Spruance        |
| 1991 | Farkangyal                               | Switch                                                    | Amanda Brooks        |
| 1989 | A szerelem tengere                       | Sea of Love                                               | Helen                |
| 1989 | Johnny, a jóarcú                         | Johnny Handsome                                           | Sunny Boyd           |
| 1988 | Vérbosszú                                | Clinton and Nadine                                        | Nadine               |
| 1986 | Könnyed élet A nagy móka                 | The Big Easy                                              | Anne Osborne         |
| 1987 | Nagyra törő álmok                        | Siesta                                                    | Claire               |
| 1986 | A hatalom megfizet                       | Act of Vengeance                                          | Annette Gilly        |
| 1986 | Sivatagi felhő                           | Desert Bloom                                              | Starr                |
| 1986 | Törvénytől sújtva                        | Down by Law                                               | Laurette             |
| 1984 | Harry és fia                             | Harry and son                                             | Katie                |
| 1984 | Nyomul a nyolcadik dimenzió              | The Adventures of Buckaroo Banzai Across the 8th Dimensio |                      |
| 1983 | Az Úr kegyelméből                        | Tender Mercies                                            | Sue Anne             |
| 1982 | Az étkezde                               | Diner                                                     | Beth                 |
|      | Keményöklű Joe Morgan                    | Terrible Joe Moran                                        |                      |

## Fordítás
- Ez a szócikk részben vagy egészben  az   Ellen Barkin című angol Wikipédia-szócikk fordításán alapul.  Az eredeti cikk szerkesztőit annak laptörténete sorolja fel. Ez a jelzés csupán a megfogalmazás eredetét és a szerzői jogokat jelzi, nem szolgál a cikkben szereplő információk forrásmegjelöléseként.